# Санкт Йохан ин Тирол
Санкт Йохан ин Тирол (на немски: Sankt Johann in Tirol, в най-близък превод Санкт Йохан в Тирол, на немски се произнася Занкт Йохан ин Тирол) е селище в Западна Австрия. Разположен е в окръг Кицбюел на провинция Тирол около река Кицбюлер Ахе и нейните два малки притока Райтер Ахе и Фибербрунер Ахе. Надморска височина 660 m. Има жп гара. Отстои на около 100 km североизточно от провинциалния център град Инсбрук. Население 8703 жители към 1 април 2009 г.